# Asiabadus asiaticus
Asiabadus asiaticus (Charitonov, 1946) è un ragno appartenente alla famiglia Gnaphosidae.
È l'unica specie nota del genere Asiabadus.

## Etimologia
Il nome del genere deriva dalla località-tipo di rinvenimento degli esemplari: Asiabad, nell'Afghanistan settentrionale.

## Distribuzione
L'unica specie oggi nota di questo genere è stata rinvenuta in Asia centrale e Afghanistan.

## Tassonomia
Le caratteristiche di questo genere sono state delineate a seguito dell'esame degli esemplari tipo Asiabadus hamiger Roewer, 1961, effettuato dallo stesso Roewer.
Nella pubblicazione di Roewer (1961c) questo ragno è denominato per due volte Asiadabus, sia nella descrizione del genere che in quella della specie (pag.25) e per tre volte è denominato Asiabadus sia nella chiave dicotomica (pag.21) che nelle legende delle immagini (pag.25 e pag.33). Ogni dubbio è comunque fugato dallo stesso autore in quanto il ragno prende il nome dalla città afgana di rinvenimento di Asiabad.
Dal 2007 non sono stati esaminati altri esemplari, né sono state descritte sottospecie al 2015.

### Sinonimi
- Asiabadus hamiger Roewer, 1961; posto in sinonimia con Asiabadus asiaticus (Charitonov, 1946) a seguito di uno studio degli aracnologi Ovtsharenko & Fet del 1980[1].